# Megacles II
Megacles II (en griego Μεγακλῆς), ateniense, hijo de Alcmeón, nieto de Megacles I y miembro de la familia de los Alcmeónidas, fue un opositor a Pisístrato en el siglo VI a. C. Junto con Licurgo expulsó a Pisístrato durante el primer reinado de este último como tirano en el 560 a. C. Tras once años de exilio, los dos grupos rivales, los hombres de la llanura dirigidos por Licurgo y los hombres de la costa, volvieron a enfrentarse. Entonces Megacles propuso una alianza matrimonial a Pisístrato según la cual este se casaría con la hija de aquel.
Heródoto dice que también engañaron a los atenienses cuando montaron una escena con una joven llamada Fía, excepcionalmente alta, vestida con armadura, que recibió a Pisístrato a su regreso, después de su casamiento, haciendo creer al pueblo que era la propia Atenea que habría llegado a proclamar a Pisístrato como tirano, aunque sea también el propio Heródoto el que duda de la veracidad de esta historia.
Seis años más tarde, Megacles se volvería contra Pisístrato, logrando expulsarlo de Atenas por segunda vez, al negarse este último a tener hijos con su hija, poniendo fin a la segunda tiranía de Pisístrato.
Megacles rivalizó alrededor del 560 a. C. con Hipoclides , un antiguo arconte de Atenas, para casarse con Agarista, hija del tirano de Sición, Clístenes. De su unión, tuvieron dos hijos, Hipócrates el Mayor y Clístenes. Megacles y su familia también tuvieron que exiliarse tras acentuarse las diferencias con Pisístrato después de la segunda toma del poder por parte del tirano.
Hipócrates, el hijo mayor, sería el padre de otro Megacles (conocido porque fue sometido al ostracismo en el 486 a. C.) y de una hija, también llamada Agarista que al contraer matrimonio con Jantipo sería la madre de Pericles y de Arifrón. Este Arifrón sería el padre de Hipócrates de Atenas elegido strategos (general) en el 424 a. C. y fallecido ese mismo año.
El hijo menor, Clístenes, según Plutarco, sería el padre de Dinómaca, madre de Alcibíades.
Por tanto, Megacles II, a veces llamado Megacles el Mayor, fue bisabuelo tanto de Pericles como de Alcibíades.